# Slovenski narodni preporod
Slovensko narodno prebujanje označuje postopno zavedanje lastne identitete in želja po priznanju, ki se je začelo v drugi polovici 18. stoletja in doseglo vrh sredi 19. stoletja.

## Začetki
Glede teh se pri zgodovinarjih uveljavljajo različna mnenja, nazadnje je prevladalo mnenje, da se narodni preporod na Slovenskem prične z Markom Pohlinom ter njegovo Kraynsko gramatiko (glej tudi: ilirizem) leta 1768 ter se nadaljuje s krožki janzenistov, menihov ter laičnih izobražencev pod vplivom razsvetljenstva. Prve pomembnejše uspehe je gibanje doseglo z Žigo Zoisom in njegovim krogom somišljenikov ter Antonom Tomažem Linhartom, ki je prvemu ustvaril znanstveno podlago z delom Versuch einer Geschichte von Krain und den übrigen Ländern der südlichen Slaven Oesterreichs I-II (prva leta 1788, druga 1791). 
Tudi slovensko preporodovsko gibanje se je začelo podobno kot druga  gibanja te vrste v okviru Habsburške monarhije pred francosko revolucijo in z Johannom Gottfriedom Herderjem (poznan po prispevkih k teoriji zgodovine) ter romantiko; njen vpliv se čuti v 1. polovici 19. stoletja in se prepleta s humanistično-razsevtljenskimi prvinami (predstavnika France Kidrič in Fran Zwitter). Glede na našteto pa sta France Kidrič in Ivan Prijatelj nasprotno pokazala, da je vpliv francoskih revolucionarnih idej na naše preporodovsko gibanje neznaten, čeprav o tem vplivu še vedno obstaja več različnih mnenj. Večji vpliv naj bi zaradi francoske jezikovne politike napravilo štiriletno obdobje Ilirskih provinc, ki so obstajale od leta 1809 do 1813 in so Slovence prvič za kratek čas povezale s tedanjo moderno meščansko Evropo.
Izraza slovenski narod ta doba še ni poznala, kar je bila posledica tedanje upravnopolitične ločenosti Slovencev v več držav in pokrajin (Kranjci, Korošci, Štajerci, Istrani, Kraševci, Prekmurci, Tržačani...), iz katere je izhajala predvsem močna zavest pokrajinske pripadnosti in ne narodne. V celovitem besednem in znanstvenem ustvarjanju sta v tej dobi pomembno vlogo odigrala dva preroditeljska krožka (kroga): Pohlinov in Zoisov krožek.

## Pohlinov krožek
Pohlinov krog piscev okoli redovnika Marka Pohlina in Feliksa Antona Deva ni ostal le pri Kraynski grammatiki, temveč z izdajami posvetnih knjižnih del v slovenščini, kot je bil Pohlinov trojezični slovar Tu malu besedišče treh jezikov (slovenski, nemški, latinski) nadaljeval kulturno rast slovenskega jezika.
Njihov najpomembnejši učenec je bil Valentin Vodnik, na katerega je bistveno vplival kasneje tudi Zoisov krog. Pohlinu in Devu gre tudi zahvala za izdajanje pesniških zbornikov (trije deli) Pisanice od lepih umetnosti, kjer sta največ objavila Dev in Vodnik, avtor pesmi Zadovoljni Kranjec.
Pohlin je bil med drugim prizadeven tudi na drugih področjih: matematika (Bukvice za rajtengo) in kmetijstvu (Kmetom za potrebo in pomoč).
Na temelju Pohlinovega slovarja je Ožbalt Gutsman izdal dvojni nemško-slovenski in slovensko-nemški slovar, v nemščino napisano slovensko slovnico, za potrebe šolstva na Koroškem pa ABC bukvice teh čerk inu besied. Slovničarsko tradicijo je nadaljeval Mihael Zagajšek in še posebej Jernej Kopitar, avtor Gramatike slovenskega jezika na Kranjskem, Koroškem in Štejerskem (1808).

## Zoisov krožek
Baron Žiga Zois ustanovi Zoisov krog s tem, ko postane zaščitnik cele vrste kranjskih izobražencev ne glede na narodnost ali ustvarjalno področje:
- šolnika Blaž Kumerdej in Janez Nepomuk Edling
- naravoslovca Baltazar Hacquet in Janez Anton Scopoli
- literata Anton Tomaž Linhart in Valentin Vodnik
- arhitekt Gabriel Gruber
- jezikoslovca in prevajalca Jurij Japelj in Jernej Kopitar

Pod Zoisovim pokroviteljstvom je Valentin Vodnik izdajal prvi slovenski časopis Lublanske novice, mnogo priročnikov, kuharske bukve in razne pratike.

## Slovensko nabožno slovstvo
Največji obseg slovenskih tiskov pa je v poznem 18. stoletju doživela cerkvena beseda. Jurij Japelj je prevedel Ta veliki katekhismus in v 80. letih izdal nov katoliški prevod Nove zaveze (Novi testament). Tudi protestantski pisci (Evangeličani) Franc Temlin (Mali katechismus), Štefan Küzmič (Nouvi Zákon) in drugi, so opravili izredno narodno zaščitno delo, saj so te tradicije, živeče v številnih domačih duhovnikih v 19. stoletju preprečile madžarizacijo Prekmurja.

## Znanstveni in drugi dosežki
- kartograf Ivan Dizma Florjančič de Grienfeld: Topografska karta Kranjske (1744)
- matematik Jurij Vega: Logaritmi
- čebelarski mojster Anton Janša: O umnem čebelarjenju
- arhitekt Gabriel Gruber - projektiral rečni prekop Ljubljanice in s tem izboljšal obdelavo zemlje na Barju